# Don't say'lazy'
Don't say'lazy' 은 일본의 사쿠라 고등학교 경음부의 싱글로 2009년 4월 22일에 포니캐년을 통해 발매되었다. 대한민국에서는 2011년 3월 4일에 포니캐년 코리아가 인터넷 상에 음원 형식으로 공개하였다.

## 개요
- TBS 계열 TV 애니메이션 《케이온!》의 엔딩 테마. 오프닝 테마인 Cagayake!GIRLS와 동일 발매.
- 사쿠라 고등학교 경음부란 《케이온!》에 등장하는 히라사와 유이·아키야마 미오·타이나카 리츠·코토부키 츠무기의 밴드 유닛이다. 노래는 각 캐릭터의 성우인 토요사키 아키, 히카사 요코, 사토 사토미, 코토부키 미나코가 담당하였다.
- "Don't say'lazy'"에선 히카사 요코(아키야마 미오 역)가 메인 보컬, 다른 3명이 코러스를 담당하였다.

## 수록곡
1. Don't say'lazy' (4:24)
작사 : 오오모리 쇼우코 / 작곡 : 마에자와 히로유키 / 편곡 : 코모리 시게오
TV 애니메이션 《케이온!》 엔딩 테마
2. Sweet Bitter Beauty Song (4:26)
작사 : 오오모리 쇼우코 / 작곡 : 타무라 신지 / 편곡 : 코모리 시게오
3. Don't say'lazy' (instrumental)
4. Sweet Bitter Beauty Song (instrumental)

## 같이 보기
- 케이온!
- Cagayake!GIRLS